# انیگما (فیلم ۱۹۸۸)
انیگما (انگلیسی: Aenigma) فیلمی در ژانر ترسناک به کارگردانی لوچو فولچی است که در سال ۱۹۸۸ منتشر شد. از بازیگران آن می‌توان به جرید مارتین، سابرینا سیانی و لوچیو فولچی اشاره کرد.